# 볼트암페어
볼트암페어(Volt-ampere, SI 기호: VA, 때로는 V⋅A 또는 VA)는 전기 회로의 피상 전력 측정 단위이다. 이는 제곱 평균 제곱 전압(볼트)과 제곱 평균 제곱 전류(암페어)를 곱한 것이다. 볼트암페어는 일반적으로 교류(AC) 회로를 분석하는 데 사용된다. 직류(DC) 회로에서 이 제품은 와트로 측정된 실제 전력과 동일하다. 볼트 암페어는 와트와 차원적으로 동일하다. SI 단위에서는 1 V⋅A = 1 W이다. VA 등급은 부하가 반응성(유도성 또는 용량성)일 수 있는 발전기, 변압기 및 기타 전력 처리 장비에 가장 많이 사용된다.